# Gesetz zur Neugliederung des Landkreises Siegen
Das Gesetz zur Neugliederung des Landkreises Siegen vom 26. April 1966, in Kraft getreten am 1. Juli 1966 und das zweite Gesetz zur Neugliederung des Landkreises Siegen vom 5. November 1968, in Kraft getreten am 1. Januar 1969, sind Gesetze des Landes Nordrhein-Westfalen. Sie enthalten die Gebietsreform in der Region Siegerland in den 1960er Jahren auf kommunaler Ebene. Obwohl beide Gesetze über keine amtliche Abkürzung verfügen, werden sie im Allgemeinen als erstes beziehungsweise zweites Siegerland-Gesetz bezeichnet.

## Motivation des Gesetzgebers
Um dem Problem der politischen und verwaltungstechnischen Zersplitterung des Gebiets in einzelne Gemeinden bzw. Ämter Rechnung zu tragen, begann die kommunale Neugliederung im Siegerland 1966 und damit fast zehn Jahre früher als im restlichen Gebiet Nordrhein-Westfalens. Die Konzentration von Industrieunternehmen auf einige Gemeinden führte dazu, dass es diesen besonders gut ging, andere Gemeinden, in denen sich hauptsächlich Wohnraum befand, waren wiederum nicht in der Lage, anstehende Infrastrukturmaßnahmen mangels finanzieller Mittel wahrzunehmen. Es fehlte zudem an Expansionsflächen für die Industrie. Bereits Mitte der 1950er Jahre begann die öffentliche Diskussion über die kommunale Neugliederung, zudem wurde 1959 ein Gutachten vom Institut für Raumforschung in der Bundesanstalt für Landeskunde und Raumforschung eingeholt, welches die Bildung von drei Städten vorschlug.
Am 1. Januar 1975 wurde das Gebiet durch das Sauerland/Paderborn-Gesetz erneut neu gegliedert, dadurch dann wurden die Städte Hüttental und Eiserfeld in die Stadt Siegen eingegliedert.

## Erstes Siegerland-Gesetz
| I. Abschnitt   | Gebietsänderungen |
| § 1            | Eingliederung der Stadt Siegen in den Landkreis Siegen |
| § 2            | Eingliederung der Gemeinden Breitenbach (Amt Netphen), Bürbach, Kaan-Marienborn, Seelbach, Trupbach und Volnsberg (Amt Weidenau) in die Stadt Siegen |
| § 3            | Zusammenschluss der Gemeinden Birlenbach, Dillnhütten, Geisweid, Sohlbach und Stadt Weidenau (Amt Weidenau), Buchen (Amt Ferndorf), Langenholdinghausen (Amt Freudenberg), Niedersetzen und Obersetzen (Amt Netphen) zur neuen Stadt Hüttental und Eingliederungen in diese; Auflösung des Amtes Weidenau                                                                                 |
| § 4            | Zusammenschluss der Gemeinden Eiserfeld, Gosenbach, Niederschelden (Amt Eiserfeld), Eisern (Amt Wilnsdorf) und Oberschelden (Amt Freudenberg) zur neuen Stadt Eiserfeld und Eingliederungen in diese; Auflösung des Amtes Eiserfeld |
| II. Abschnitt  | Rechtsstellung der Stadt Siegen (§§ 5–7 außer Kraft getreten am 1. Januar 1975 gem. § 43 Abs. 4 Sauerland/Paderborn-Gesetz) |
| § 5            | Anwendung der für Verfassung und Wirtschaft geltenden Vorschriften für kreisfreie Städte |
| § 6            | Wahrnehmung der Pflichtaufgaben der kreisfreien Städte |
| § 7            | Aufsicht über die Stadt Siegen |
| III. Abschnitt | Schlussvorschriften |
| § 8            | Auflösung des Rates der Stadt Siegen und des Kreistages des Landkreises Siegen |
| § 9            | Auflösung der Vertretungen der Ämter Freudenberg, Netphen und Wilnsdorf |
| § 10           | Auflösung des Schulverbandes für die Berufs-, Berufsfach- und Fachschulen des Landkreises Siegen und der kreisfreien Stadt Siegen sowie des Schulverbandes Technikerschule Siegerland für den Landkreis Siegen und die kreisfreie Stadt Siegen. Rechtsnachfolger ist der Landkreis Siegen. Auflösung des Feuerlöschverbandes des Amtes Weidenau, Rechtsnachfolger ist die Stadt Hüttental |
| § 11           | Bestätigung der Bestimmungen des Regierungspräsidenten bzw. Oberkreisdirektors |
| § 12           | Zuordnung der Städte Eiserfeld und Hüttental zu dem Amtsgericht Siegen |
| § 13           | Inkrafttreten |
|                | Anlagen |

## Zweites Siegerland-Gesetz
| I. Abschnitt   | Gebietsänderungen |
| § 1            | Zusammenschluss der Gemeinden Burgholdinghausen, Buschhütten, Eichen, Fellinghausen, Ferndorf, Kreuztal, Krombach, Kredenbach, Littfeld und Osthelden (Amt Ferndorf) und der Gemeinden Mittelhees und Oberhees (Amt Freudenberg) zur neuen Stadt Kreuztal und Eingliederungen in diese; Auflösung des Amtes Ferndorf |
| § 2            | Zusammenschluss der Gemeinden Allenbach, Dahlbruch, Grund, Hadem, Helberhausen, Lützel, Müsen, Oberndorf, Öchelhausen, Ruckersfeld und Vormwald (Amt Keppel) und der amtsfreien Stadt Hilchenbach zur Stadt Hilchenbach und Eingliederungen in diese; Auflösung des Amtes Keppel |
| § 3            | Zusammenschluss der Gemeinden Alchen, Bottenberg, Bühl, Büschergrund, Dirlenbach, der Stadt Freudenberg, der Gemeinden Heisberg, Hohenhain, Lindenberg, Mausbach, Niederheuslingen, Niederholzklau, Niederndorf, Oberfischbach, Oberheuslingen, Oberholzklau und Plittershagen (Amt Freudenberg) zur neuen Stadt Freudenberg und Eingliederungen in diese; Auflösung des Amtes Freudenberg                                                      |
| § 4            | Zusammenschluss der Gemeinden Afholderbach, Beienbach, Brauersdorf, Deuz, Dreis-Tiefenbach, Eckmannshausen, Eschenbach, Frohnhausen, Grissenbach, Hainchen, Helgersdorf, Herzhausen, Irmgarteichen, Nauholz, Nenkersdorf, Niedernetphen, Obernau, Obernetphen, Ölgershausen, Salchendorf, Sohlbach, Unglinghausen, Walpersdorf und Werthenbach (Amt Netphen) zur neuen Gemeinde Netphen und Eingliederung in diese; Auflösung des Amtes Netphen |
| § 5            | Zusammenschluss der Gemeinden Anzhausen, Flammersbach, Gernsdorf und Rudersdorf (Amt Netphen) und der Gemeinden Niederdielfen, Oberdielfen, Obersdorf, Rinsdorf, Wilden, Wilgersdorf und Wilnsdorf (Amt Wilnsdorf) zur neuen Gemeinde Wilnsdorf und Eingliederungen in diese; Auflösung des Amtes Wilnsdorf |
| § 6            | Zusammenschluss der Gemeinden Burbach, Gilsbach, Holzhausen, Lippe, Lützeln, Niederdresselndorf, Oberdresselndorf, Wahlbach und Würgendorf (Amt Burbach) zur neuen Gemeinde Burbach und Eingliederungen in diese; Auflösung des Amtes Burbach |
| § 7            | Zusammenschluss der Gemeinden Altenseelbach, Neunkirchen, Salchendorf, Struthütten, Wiederstein und Zeppenfeld (Amt Burbach) zur neuen Gemeinde Neunkirchen |
| § 8            | Eingliederung der Gemeinde Meiswinkel (Amt Freudenberg) in die Stadt Hüttental |
| § 9            | Eingliederung der Gemeinde Feuersbach (Amt Netphen) in die Stadt Siegen |
| III. Abschnitt | Schlussvorschriften |
| § 10           | Bestätigung der Bestimmungen des Regierungspräsidenten bzw. Oberkreisdirektors, Gebietsänderungsvertrag |
| § 11           | Die Gemeinden Burbach und Neunkirchen bilden einen Sparkassenzweckverband |
| § 12           | Änderungen in der ordentlichen Gerichtsbarkeit |
| § 13           | Übergangsbestimmungen |
| § 14           | Inkrafttreten |
|                | Anlagen |